# Liste der Wappen im Landkreis Börde
Diese Liste zeigt die amtlich genehmigten Wappen der Verbandsgemeinden, Städte und Gemeinden, sowie Wappen von ehemaligen Landkreisen, Verwaltungsgemeinschaften, Städten und Gemeinden im Landkreis Börde in Sachsen-Anhalt.

## Landkreis Börde und Vorgängerkreise
| Landkreis                                                      | Wappen                       | Kommentare |
| -------------------------------------------------------------- | ---------------------------- | --- |
| Börde                                                          | Wappen des Landkreises Börde | Gestaltet vom Heraldiker Jörg Mantzsch aus Magdeburg, genehmigt durch das Ministerium des Innern des Landes Sachsen-Anhalt am 8. August 2007: „In Rot ein reitender silberner Krieger, die gesenkte Knebellanze in der Rechten und mit dem Rundschild am linken Arm den oberen Teil des gegürteten Schwertes verdeckend, der gezäumte silberne Hengst schreitend auf einer zum Mäander gewundenen silbernen Schlange, deren Kopf sich am linken Schildrand abwärts in den Schildfuß senkt (Hornhäuser Reiter).“ |
| Die Landkreise Oschersleben und Wanzleben führten kein Wappen. |                              | |
| Bördekreis                                                     |                              | Genehmigt durch das Ministerium des Innern des Landes Sachsen-Anhalt am 14. Oktober 1994: „Geviert von Silber und Rot, belegt mit einem blauen Wellenschrägbalken hinten oben eine goldene Ähre, vorn unten ein goldenes aufrechtstehendes Sensenblatt.“ Zum 1. Juli 2007 ging der Bördekreis mit dem bisherigen Ohrekreis im neugebildeten Landkreis Börde auf. |
| Haldensleben                                                   |                              | Genehmigt am 27. August 1935: „In Rot ein silberner Roland mit Rüstung, Barett und aufgerichtetem Schwert auf einem auf silbernem Sockel stehenden Pferd.“ Bei der Kreisgebietsreform 1994 in Sachsen-Anhalt wurde der Landkreis Haldensleben mit dem Landkreis Wolmirstedt zum neugebildeten Landkreis Ohrekreis fusioniert. |
| Wolmirstedt                                                    |                              | Genehmigt am 4. Januar 1937: „Gespalten und halb geteilt in Silber Rot und Silber vorn ein goldbewehrter, gezungter roter Adler am Spalt.“ Bei der Kreisgebietsreform 1994 in Sachsen-Anhalt wurde der Landkreis Wolmirstedt mit dem Landkreis Haldensleben zum neugebildeten Landkreis Ohrekreis fusioniert. |
| Ohrekreis                                                      |                              | Genehmigt durch das Ministerium des Innern des Landes Sachsen-Anhalt am 11. Mai 1995: „Schräglinksgeteilt durch Wellenschnitt Rot über Silber, oben ein fünfblättriger silberner Buchenzweig, unten ein blauer Wellenschräglinksbalken.“ Zum 1. Juli 2007 ging der Ohrekreis mit dem bisherigen Bördekreis im neugebildeten Landkreis Börde auf. |

## Verbandsgemeinden
| Verbandsgemeinde | Wappen | Kommentare |
| ---------------- | ------ | --- |
| Elbe-Heide       |        | Gestaltet vom Magdeburger Kommunalheraldiker Jörg Mantzsch, genehmigt durch den Landrat des Landkreises Börde am 18. Februar 2010: „In Gold ein blauer Göpel, belegt mit einer fliegenden silbernen Lerche.“ Die Verbandsgemeinde Elbe-Heide führt damit ein Wappen, das bei Änderung der Tingierung auf dem Wappen fußt, das zuvor der Verwaltungsgemeinschaft Elbe-Heide durch den Landrat des Landkreises Börde am 7. März 2005 genehmigt wurde. |
| Flechtingen      |        | Gestaltet vom Magdeburger Kommunalheraldiker Jörg Mantzsch, genehmigt durch den Landrat des Landkreises Börde 2016: „Das Wappen der Verbandsgemeinde ist in Blau über Grün durch silbernen Schrägbalken geteilt, oben zwei silberne Tropfen, unten zwei flächenartig schrägrechts gestellte goldene Ähren am Halm mit Blättern.“ |
| Obere Aller      |        | Gestaltet vom Magdeburger Kommunalheraldiker Jörg Mantzsch, genehmigt durch den Landrat des Landkreises Börde am 19. Oktober 2010: „Eine blaue Flanke mit in der Art eines Flankenbalkens angesetzter blauer Wellenleiste, oberhalb der Wellenleiste in Silber blaue Schlägel und Eisen unterhalb mit schwarzen Fugenstrichen golden gemauert, die Flanke belegt mit einer goldenen Ähre mit zwei Halmblättern.“                                    |
| Westliche Börde  |        | Gestaltet vom Hallenser Historiker und Heraldiker Marc-Robert Wistuba, genehmigt durch den Landrat des Landkreises Börde am 30. Mai 2012: „In Silber eine schwarzgefugte rote Mauer mit neun Zinnen in Spaltung mit einem blauen Wellenstab; Feld 1 und 4 eine rote Zuckerrübe, Feld 2 und 3 ein mit rotem Hammer schräggekreuzter roter Schlüssel.“                                                                                                |

### Ehemalige Verwaltungsgemeinschaften
| Verwaltungsgemeinschaft | Wappen | Kommentare |
| ----------------------- | ------ | --- |
| Allerquelle             |        | Genehmigt durch das Regierungspräsidium Magdeburg am 1. November 1994: „In Silber drei blaue Tropfen über einer durchgehenden einbögigen roten Brücke.“ Die Verwaltungsgemeinschaft Allerquelle wurde zum 1. Januar 2005 aufgelöst und die Gemeinden in die neu gegründete Verwaltungsgemeinschaft Obere Aller eingegliedert. |
| Calvörde                |        | Gestaltet vom Magdeburger Kommunalheraldiker Jörg Mantzsch, genehmigt 1995: „In Silber ein blauer Schräglinksbalken, begleitet oben von einem grünen Weidenzweig, unten von einem grünen Eichenzweig mit Eicheln.“ Die Verwaltungsgemeinschaft Calvörde wurde zum 1. Januar 2005 aufgelöst und die Gemeinden wurden in die neu gegründete Verwaltungsgemeinschaft Oebisfelde-Calvörde eingegliedert. |
| Elbe-Heide              |        | Gestaltet vom Magdeburger Kommunalheraldiker Jörg Mantzsch, genehmigt durch den Landrat des Landkreises Börde am 7. März 2005: „In Silber ein blauer Göpel, belegt mit einer fliegenden goldenen Lerche.“ Im Zuge der Gemeindegebietsreform in Sachsen-Anhalt wurde die Verwaltungsgemeinschaft Elbe-Heide zum 1. Januar 2010 aufgelöst. Ihre Aufgaben übernimmt die Verbandsgemeinde Elbe-Heide. |
| Hamersleben             |        | Genehmigt durch das Regierungspräsidium Magdeburg am 16. Oktober 1995: „In Rot sieben (4:3) silberne Kornähren.“ Die Verwaltungsgemeinschaft Hamersleben wurde zum 1. Januar 2005 aufgelöst und die Gemeinden wurden in die neu gegründete Verwaltungsgemeinschaft Westliche Börde eingegliedert. |
| Hohe Börde              |        | Gestaltet vom Magdeburger Heraldiker Ernst Albrecht Fiedler, genehmigt durch das Regierungspräsidium Magdeburg am 17. Dezember 2004: „In Grün ein mit einem schwarzen Faden belegter silberner Pfahl, rechts davon ein goldener Turm mit Treppe, schwarzer Türöffnung und zwei schwarzen Fensteröffnungen, links eine goldene Garbe aus sechs Weizenähren.“ Im Zuge der Gemeindegebietsreform in Sachsen-Anhalt gründeten 12 der 14 Gemeinden am 1. Januar 2010 die Einheitsgemeinde Hohe Börde. Diese führt das Wappen in Rechtsnachfolge weiter. |
| Niedere Börde           |        | Genehmigt durch das Regierungspräsidium Magdeburg am 26. Mai 1998: „In Grün über zwei parallelen, schwarz konturierten Wellenleistenstäben ein offener silberner Torbogen (Korbbogen), in der Toröffnung ein abgeschnittener Pferderumpf.“ Die Verwaltungsgemeinschaft Niedere Börde wurde zum 1. Januar 2004 aufgelöst und die Gemeinden gründeten durch freiwilligen Zusammenschluss die neugegründete Einheitsgemeinde Niedere Börde. Diese führt das Wappen in Rechtsnachfolge weiter. |
| Oschersleben (Bode)     |        | Genehmigt durch das Regierungspräsidium Magdeburg am 9. November 1993: „Gespalten von Rot und Silber; vorn ein silbernes Kleeblatt, oben und unten begleitet von je einem silbernen Eichenblatt, hinten auf grünem Dreiberg wachsend drei grüne Schilfstengel mit schwarzen Kolben.“ Zum 1. Juli 2009 wurden die Gemeinden Altbrandsleben, Hornhausen und Schermcke, die bis dahin auch zur Verwaltungsgemeinschaft gehörten, in die Stadt Oschersleben (Bode) eingegliedert. Zum 1. Januar 2010 geschah das auch mit Peseckendorf, zum 1. September 2010 auch mit Hadmersleben, womit die Verwaltungsgemeinschaft aufgelöst wurde und Oschersleben (Bode) zur Einheitsgemeinde wurde. |
| Südheide                |        | Genehmigt durch das Regierungspräsidium Magdeburg am 25. Oktober 1994: „In Grün ein goldener bewurzelter Baumstumpf mit einem siebenblättrigen Sproß links.“ Die Verwaltungsgemeinschaft Südheide wurde zum 1. Januar 2005 aufgelöst und die Gemeinden wurden in die neu gegründete Verwaltungsgemeinschaft Elbe-Heide eingegliedert. |
| Westliche Börde         |        | Gestaltet von der Heraldischen Gesellschaft „Schwarzer Löwe“ Leipzig, Übernahme des Wappens der eingegliederten Verwaltungsgemeinschaft Hamersleben genehmigt durch den Landrat des Landkreises Börde am 4. Juli 2005: „In Rot sieben (4:3) silberne Kornähren.“ Zum 1. Januar 2010 wurde die Verwaltungsgemeinschaft Westliche Börde aufgelöst. Ihre Aufgaben übernahm die Verbandsgemeinde Westliche Börde. |

## Städte und Gemeinden
| Stadt oder Gemeinde             | Wappen | Kommentare |
| ------------------------------- | ------ | --- |
| Gemeinde Altenhausen            |        | Gestaltet von Thomas Rystau, genehmigt durch den Landrat des Landkreises Börde am 18. März 2011, registriert im Landeshauptarchiv Magdeburg unter der Wappenrollennummer 3/2011: „Im Göpelschnitt geteilt; vorn in Blau ein achtstrahliger facettierter goldener Stern, hinten in Gold wachsend eine blaugekleidete schwarzhaarige Magd mit silberner Schürze, in der rechten Hand drei grüne Ähren und in der linken Hand eine schwarze Harke haltend, unten in Grün ein bewurzelter silberner Baumstumpf mit frisch ausgeschlagenen silbernen Buchenblättern.“ |
| Gemeinde Am Großen Bruch        |        | Gestaltet vom Hallenser Historiker und Heraldiker Marc-Robert Wistuba, genehmigt durch den Landrat des Landkreises Börde am 22. Mai 2012, registriert im Landeshauptarchiv Magdeburg unter der Wappenrollennummer 2/2012: „In Silber eine blaue Wellenleiste; oben vier an den Halmenden zu einer Garbe zusammengebundene rote Kornähren, unten auf gebogenem silbernen Schildgrund eine zweitürmige rote Klosterkirche mit Dachreiter und sieben Rundbogenfenstern.“ |
| Gemeinde Angern                 |        | Gestaltet vom Magdeburger Kommunalheraldiker Jörg Mantzsch, genehmigt durch den Landrat des Landkreises Börde am 22. März 2010: „Geviert von Rot und Silber; Feld 1: auf silbernem Wasser ein silberner Schwan mit ausgebreiteten Schwingen, Feld 2: ein grünes Eichenblatt mit je einer grünen Eichel am Stiel zu beiden Seiten, Feld 3: ein sitzendes rotes Eichhörnchen, an einer in den Vorderpfoten gehaltenen grünen Eichel nagend, Feld 4: ein rechtshalber silberner Mühlstein, anliegend am langen Schenkel eines silbernen Winkelmaßes, der Winkel links und abwärts gekehrt, das Winkelmaß unten besteckt mit 3 gestaffelt steigenden silbernen Ähren am Halm, die untere Ähre mit Blatt.“ |
| Gemeinde Ausleben               |        | Genehmigt durch das Regierungspräsidium Magdeburg am 28. April 1995: „In Silber eine rote Windmühle auf grünem Dreiberg.“ |
| Gemeinde Barleben               |        | Erstmals genehmigt am 6. Oktober 1993 durch das Regierungspräsidium Magdeburg, bestätigt durch den Landrat des Ohrekreises am 24. Mai 2005: „In Rot eine schräggelegte silberne Barte mit goldenem Stiel, darunter eine silberne Rose.“ |
| Gemeinde Beendorf               |        | Gestaltet von Erika Fiedler, genehmigt durch das Regierungspräsidium Magdeburg am 1. April 1997: „In Grün ein silbernes Bergmannsgezähe, im silbernen Schildhaupt drei steigende grüne Lindenblätter balkenweise.“ Die Gemeindefarben sind Weiß/Grün. |
| Gemeinde Bülstringen            |        | Gestaltet von Jörg Mantzsch, genehmigt durch das Regierungspräsidium Magdeburg am 10. Mai 1996: „Das Wappen der Gemeinde Bülstringen ist in Gold und Blau durch einen geschrägten Schräglinksbalken in verwechselten Farben geteilt, oben rechts zeigt das Wappen ein linksgewendeten blauen Kuhkopf, links unten eine goldene Hellebarde.“ |
| Gemeinde Burgstall              |        | Gestaltet vom Magdeburger Kommunalheraldiker Jörg Mantzsch, genehmigt durch den Landrat des Landkreises Börde am 22. April 2010: „Geviert von Silber und Rot; Feld 1: ein rotes Hifthorn mit goldenem Mundstück, Schallbecher und Beschlägen an rotem Riemen von einem trockenen roten Ast mit goldenen Schnittflächen herabhängend, Feld 2: gekreuzt eine goldene Sense und ein goldener Dreschflegel, Feld 3: eine schräge natürliche sechsendige silberne Hirschstange, die Zinken nach links oben gekehrt, die Rose unten besteckt mit goldenem Kleeblatt, Feld 4: ein roter Hirsch mit goldenem Geweih schreitend auf einer schwarz gefugten roten Zinnenmauer.“ |
| Gemeinde Calvörde               |        | Gestaltet vom Magdeburger Kommunalheraldiker Jörg Mantzsch, genehmigt durch den Landrat des Landkreises Börde am 10. Juni 2010: „In Gold ein schräglinker blauer Wellenbalken, begleitet oben von einem grünen Weidenzweig, unten von einem grünen Eichenzweig mit Eicheln.“ |
| Gemeinde Colbitz                |        | Genehmigt durch das Regierungspräsidium Magdeburg am 27. Oktober 1994: „In Rot drei silberne gestielte Lindenblätter, zusammengehalten durch eine silberne Spange; aus dem mittleren geraden Stiel rechts und links hervorwachsend ein silberner Stengel mit drei (1:2) runden Früchten.“ Die Gemeindefarben sind Silber (Weiß) - Rot. |
| Gemeinde Eilsleben              |        | Genehmigt durch das Regierungspräsidium Magdeburg am 10. Oktober 1991: (Die Wappenbeschreibung in der Hauptsatzung ist unheraldisch.) |
| Gemeinde Erxleben               |        | Gestaltet von der Magdeburger Heraldikerin Erika Fiedler, genehmigt durch das Regierungspräsidium Magdeburg am 11. September 1996: „Das Wappen der Gemeinde Erxleben ist gespalten und halbgeteilt von Rot, Silber und Grün, rechts ein silberner Turm mit Kuppeldach, daraufein turmartiger Aufsatz mit Stange und Knauf, links oben grünes Eichenblatt mit zwei goldenen Eicheln, links unten eine silberne Pflugschar mit goldenem Messer.“ |
| Gemeinde Flechtingen            |        | Gestaltet von Jörg Mantzsch, genehmigt durch den Landrat des Landkreises Börde am 18. August 2015: „In Silber auf einem, mit silberner Wellenleiste belegten grünen Dreiberg ein gezinntes, schwarzgefugtes rotes Burgportal, im offenen Torbogen ein gestürztes grünes Lindenblatt.“ |
| Stadt Gröningen                 |        | Gestaltet von Jörg Mantzsch, genehmigt durch das Regierungspräsidium Magdeburg am 20. März 1995: „Gespalten von Silber und Rot; darin drei Barsche pfahlweise in verwechselten Farben.“ |
| Kreisstadt Haldensleben         |        | Gestaltet von Jörg Mantzsch, genehmigt durch das Regierungspräsidium Magdeburg am 8. September 1995: „In Gold eine blaue Burg mit zwei vierfenstrigen Türmen mit roten Spitzdächern und Knäufen, verbunden durch eine gezinnte Mauer mit geöffnetem schwarzem Tor und goldenen Torflügeln; zwischen den Türmen schwebend ein aufrechtstehender schwarzer Schlüssel mit Bart nach rechts.“ |
| Gemeinde Harbke                 |        | Genehmigt durch das Regierungspräsidium Magdeburg am 24. November 1997: „Geviert; Feld 1: in Silber ein schrägrechter gestümmelter, roter Lindenast mit einem Knorren (oben) und zwei Blättern (1:1); Feld 2: in Gold ein mit zwei silbernen Fäden belegter schwarzer Balken; Feld 3: in Blau zwei steigende, an den Stielen verbundene goldene Ähren; Feld 4: in Silber ein gekreuztes schwarzes Bergmannsgezähe.“ |
| Gemeinde Hohe Börde             |        | Die Einheitsgemeinde Hohe Börde führt in Rechtsnachfolge das Wappen der Verwaltungsgemeinschaft Hohe Börde weiter, aus der sie zum 1. Januar 2010 hervorgegangen ist; genehmigt durch den Landrat des Landkreises Börde am 19. Februar 2010: „In Grün ein mit einem schwarzen Faden belegter silberner Pfahl, rechts davon ein goldener Turm mit Treppe, schwarzer Türöffnung und zwei schwarzen Fensteröffnungen, links eine goldene Garbe aus sechs Weizenähren.“ |
| Gemeinde Hötensleben            |        | Genehmigt durch das Regierungspräsidium Magdeburg am 30. Mai 1991: „Roter Schild, belegt mit schräg-linker, silberner Hellebarde.“ |
| Gemeinde Ingersleben            |        | § 2 der Hauptsatzung der Gemeinde Ingersleben führt weder Wappen noch Flagge, sondern nur das Dienstsiegel ohne Siegelbild mit der Umschrift „Gemeinde Ingersleben Landkreis Börde“. |
| Stadt Kroppenstedt              |        | Gestaltet von Jörg Mantzsch, genehmigt durch das Regierungspräsidium Magdeburg am 10. August 1995: „In Blau auf silbernem rot gezäumten und gesattelten Roß der Heilige Martin (Sankt Martin) im goldenen Gewand, mit dem silbernen Schwert seinen roten Mantel für den vor ihm knieenden Bettler teilend.“ |
| Gemeinde Loitsche-Heinrichsberg |        | Genehmigt durch den Landrat des Landkreises Börde am 18. Februar 2010: „Rot über Gold durch silbern-blau geteilten Wellenbalken geteilt, oben drei goldene Rosen mit rot umkränzten goldenen Butzen, unten wachsend ein schwarz gefugter roter Zinnenturm mit offenem schwarzem Tor, aus dem Turm wachsend ein nach links blickender golden bewehrter schwarzer Adler.“ |
| Gemeinde Niedere Börde          |        | Die Gemeinde führt in Rechtsnachfolge das Wappen der aufgelösten Verwaltungsgemeinschaft Niedere Börde fort, genehmigt durch das Regierungspräsidium Magdeburg am 5. Juli 2004: „In Grün über zwei parallelen, schwarz konturierten Wellenleistenstäben ein offener silberner Torbogen (Korbbogen), in der Toröffnung ein abgeschnittener Pferderumpf.“ |
| Stadt Oebisfelde-Weferlingen    |        | Genehmigt durch den Landrat des Landkreises Börde am 13. Mai 2011: „In mit vierzehn silbernen Sternen bestreutem Schild, aus mit einer blauen Wellenleiste belegtem goldenen Schildfuß wachsend eine goldene Eiche mit silbernen Eicheln und goldenen Kapseln. Auf der Eiche mittig ein halb rechts gewendeter hersehender silberner Kauz, auf der Brust einen silbernen Schild, darin zwei schwarze Rauten balkenweise.“ |
| Stadt Oschersleben (Bode)       |        | Genehmigt durch das Regierungspräsidium Magdeburg am 18. August 1995: „Das Wappen der Stadt Oschersleben (Bode) zeigt gespalten von rot und silber vorn zwei schräg gekreuzte silberne Schlüssel mit dem Bart nach oben und nach außen, hinten auf grünem Dreiberg drei grüne Schilfstengel mit schwarzen Kolben.“ |
| Gemeinde Rogätz                 |        | Genehmigt durch das Regierungspräsidium Magdeburg am 25. März 1996: „In Silber Justitia im blauen Gewand, in der rechten Hand ein erhobenes silbernes Schwert, in der linken Hand eine goldene Waage haltend.“ |
| Gemeinde Sommersdorf            |        | Gestaltet vom Magdeburger Kommunalheraldiker Jörg Mantzsch, genehmigt durch das Regierungspräsidium Magdeburg am 24. März 2000: „Gespalten von Silber und Rot, vorn sieben rote Balken, hinten ein silberner Krug am Spalt.“ Die Farben der Gemeinde sind Rot-Silber (Weiß). |
| Gemeinde Sülzetal               |        | Gestaltet von dem Magdeburger Grafiker Rudolf Pötzsch, genehmigt durch den Landrat des Landkreises Börde am 18. Oktober 2005: „Göpelschnitt in Rot, Grün und Silber, recht Zahnrad halb überdeckt von schrägrechts gestelltem gespitztem, geflügeltem Merkurstab, alles in Gold; links schräglinks gestellt drei Ähren in Gold; unten über Wellenbalken in Blau, senkrechtstehende dreiblütige Salzaster mit zwei Stängelblättern in Grün, golden besamt, Blütenblätter in Blau.“ |
| Gemeinde Ummendorf              |        | Genehmigt durch das Regierungspräsidium Magdeburg am 10. August 1995: „Gespalten, vorn in blau ein silberner Schwan am Spalt mit rotem Schnabel und rotem Schwimmfuß, hinten siebenmal geteilt von silber über blau, in den blauen Balken je eine Reihe gestürzter silberner Eisenhutpfahlfehs.“ |
| Gemeinde Völpke                 |        | Gestaltet von der Heraldischen Gesellschaft „Schwarzer Löwe“ Leipzig, genehmigt durch das Regierungspräsidium Magdeburg am 15. Oktober 1993: „Von Rot über Grün durch einen schrägrechten silbernen Wellenbalken geteilt, oben ein silbernes Bergeisen und unten ein silberner Schwan.“ |
| Stadt Wanzleben-Börde           |        | Gestaltet vom Magdeburger Kommunalheraldiker Jörg Mantzsch, genehmigt durch den Landrat des Landkreises Börde am 16. Februar 2010: „In Silber eine rote silbern gefugte Burg mit einem breiten mittleren und zwei schmaleren seitlichen spitzbedachten und kugelbekrönten Türmen, der mittlere Turm mit drei Rundbogenöffnungen im oberen Stockwerk und offenem Tor, darin schwebend der in Rot über Silber geteilte Schild des Erzstifts Magdeburg, die seitlichen Türme mit je zwei Rundbogenöffnungen im Ober- und je einer im Untergeschoss.“ Der Stadtrat der zum 1. Januar 2010 neugebildeten Stadt Wanzleben-Börde beschloss auf seiner konstituierenden Sitzung am 8. Januar 2010, das bisherige Stadtwappen des jetzigen Ortsteils Wanzleben in veränderter Form zu führen. Die Veränderung besteht in der Anzahl und Positionierung der Fenster. |
| Gemeinde Wefensleben            |        | Genehmigt durch das Regierungspräsidium Magdeburg am 13. April 1992: „Das Wappen der Gemeinde Wefensleben zeigt: ein viergeteiltes Schild, 1. und 4. Feld in Rot, 2. Feld in Silber und ein schwarzer Turm mit silbernen Fenster- und Türöffnungen und silbernen Mauerfugen, 3. Feld in Silber und gekreuzte schwarze Hammer und Schlägel.“ |
| Gemeinde Westheide              |        | Genehmigt durch den Landrat des Landkreises Börde am 22. April 2010: „Gespalten und halb geteilt; vorn in Rot zwei silberne Kirchtürme mit je einem schwarzen Fenster und Turmkreuzen auf den beknauften Spitzdächern, hinten oben in Blau ein silbernes Gotteslamm mit ringförmigem goldenen Nimbus, am goldenen Kreuzstab eine silberne Fahne mit rotem Kreuz, hinten unten in Silber wachsend ein schwarz gefugter roter Brunnen mit schwarzem Brunnenloch und darüber einem vom aus der Teilung herabhängenden schwarzen Brunnenseil gehaltenen schwarzen Eimer.“ |
| Stadt Wolmirstedt               |        | Genehmigt durch das Regierungspräsidium Magdeburg am 20. Juni 1997: „Das Wappen der Stadt zeigt auf silbernem Grund die heilige Katharina mit goldenem Haar und goldenem Nimbus in einem roten Gewand. In der rechten Hand halt sie ein gestürztes silbernes Schwert mit goldener Parierstange und goldenem Griff, in der linken ein gebrochenes goldenes Rad mit fünf Speichen und vier Zacken; vor ihren Füßen ein blauer Schild mit einer silbernen Lilie.“ |
| Gemeinde Zielitz                |        | Gestaltet vom Magdeburger Kommunalheraldiker Jörg Mantzsch, genehmigt durch das Regierungspräsidium Magdeburg am 25. Oktober 1999: „Geteilt Grün über Silber; oben ein dreischariger silberner Pflug, unten ein schwarzes Bergmannsgezähe.“ |

### Ehemalige Städte und Gemeinden
| Stadt oder Gemeinde | Wappen | Kommentare |
| --- | ------ | --- |
| Gemeinde Altenhausen Zum 1. Januar 2010 schlossen sich die bis dahin selbstständigen Gemeinden Altenhausen, Ivenrode und Emden zur neugebildeten Gemeinde Altenhausen zusammen. |        | |
| Gemeinde Ivenrode |        | Gestaltet von der Magdeburger Heraldikerin Erika Fiedler, genehmigt durch das Regierungspräsidium Magdeburg am 16. September 1996: „Schräglinks geteilt Silber und Grün; oben ein grünes Efeublatt, unten ein bewurzelter silberner Stubben mit frisch ausgeschlagenen silbernen Buchenblättern.“ |
| Gemeinde Am Großen Bruch Zum 1. Juli 2004 schlossen sich die bis dahin selbständigen Gemeinden Gunsleben, Hamersleben und Neuwegersleben freiwillig zur neugebildeten Gemeinde Am Großen Bruch zusammen. Nachfolgend zum 1. Januar 2010 schloss sich die Gemeinde Am Großen Bruch mit der Gemeinde Wulferstedt zu einer nochmals neugebildeten Gemeinde Am Großen Bruch zusammen. |        | |
| Gemeinde Gunsleben |        | Genehmigt durch das Regierungspräsidium Magdeburg am 16. Mai 1994: „In Silber auf grünem gebogenen Schildfuß ein widersehendes rotes Schaf.“ |
| Gemeinde Hamersleben |        | Gestaltet von der Heraldischen Gesellschaft „Schwarzer Löwe“ Leipzig, genehmigt durch das Regierungspräsidium Magdeburg am 16. Mai 1994: „In Rot ein silberner Hammer.“ |
| Gemeinde Neuwegersleben |        | Genehmigt durch das Regierungspräsidium Magdeburg am 16. Mai 1994: „In Rot eine silberne Waage.“ |
| Gemeinde Wulferstedt |        | Gestaltet von der Heraldischen Gesellschaft „Schwarzer Löwe“ Leipzig, genehmigt durch das Regierungspräsidium Magdeburg am 28. April 1995: „In Silber ein schwarzer widersehender Wolf auf grünem Schildfuß.“ |
| Gemeinde Angern Zum 1. Januar 2010 schlossen sich die bis dahin selbständigen Gemeinden Angern, Bertingen, Mahlwinkel und Wenddorf zur neugebildeten Gemeinde Angern zusammen. Der bis dahin zu Mahlwinkel gehörende Ortsteil Zibberick wurde zum gleichberechtigten Ortsteil von Angern. |        | |
| Gemeinde Angern |        | Genehmigt durch das Regierungspräsidium Magdeburg am 24. April 1996: „In Rot über einem silbernen Schildfuß, belegt mit einer roten dreiblättrigen Rose mit roten Kelchblättern und silberner Samenkapsel, auf blauem Wasser ein silberner Schwan.“ |
| Gemeinde Bertingen |        | Genehmigt durch das Regierungspräsidium Magdeburg am 30. April 1997: „In Silber auf einem entwurzelten grünen Stubben mit goldener Oberfläche ein auf seinen Hinterbeinen sitzendes rotes Eichhörnchen, nagend an einer goldenen Eichel mit grüner Kapsel in seinen Vorderpfoten.“ |
| Gemeinde Mahlwinkel |        | Genehmigt durch das Regierungspräsidium Magdeburg am 30. April 1997: „In Rot die rechte Hälfte eines silbernen Mühlsteins an einem silbernen Winkelmaß, der Winkel links und abwärts kehrend; das Winkelmaß unten besteckt mit drei gestaffelt steigenden silbernen Ähren am Halm, die untere Ähre mit Blatt.“ |
| Gemeinde Wenddorf |        | Genehmigt durch das Regierungspräsidium Magdeburg am 29. Märt 1996: „In Silber über rotem Schildfuß belegt mit einem silbernen Wellenbalken; ein grünes Eichenblatt mit je einer grünen Eichel zu beiden Seiten.“ |
| Gemeinde Barleben Zum 1. Juli 2004 schlossen sich die bis dahin selbständigen Gemeinden Barleben, Ebendorf und Meitzendorf, welche die Verwaltungsgemeinschaft Mittelland bildeten, zur neugebildeten Gemeinde „Mittelland“ zusammen. Zum 2. Juni 2005 wurde diese in Barleben umbenannt. |        | |
| Gemeinde Ebendorf |        | Gestaltet vom Heraldiker Günther Gembalski, genehmigt durch das Regierungspräsidium Magdeburg am 22. April 1999: „In Blau ein steigender silberner Eibenzweig mit drei roten Früchten, überhöht und zwischen zwei schräg abfallenden, schwarz strukturierten silbernen Steinbruchwänden auf fünfmal wellenförmig von Silber und Blau geteiltem Schildfuß.“ |
| Gemeinde Meitzendorf |        | Gestaltet vom Magdeburger Staatsarchivrat Otto Korn, genehmigt durch den Oberpräsidenten der Provinz Sachsen am 23. Juli 1937, bestätigt durch das Regierungspräsidium Magdeburg am 9. April 1997: „Im roten Felde eine silberne Marke in Gestalt einer oben offenen Acht.“ |
| Gemeinde Bülstringen Zum 1. Januar 2010 wurde die Gemeinde Wieglitz nach Bülstringen eingemeindet. |        | |
| Gemeinde Wieglitz |        | Gestaltet von Jörg Mantzsch, genehmigt durch das Regierungspräsidium Magdeburg am 17. November 1998: „In Silber auf grünem Dreiberg eine neunstrahlige blaue Fontäne zwischen zwei einander zugewandten grünen Eichen mit je zwei schwarzen Früchten.“ |
| Gemeinde Burgstall Zum 1. Januar 2010 schlossen sich die bis dahin selbständigen Gemeinden Burgstall, Cröchern, Dolle und Sandbeiendorf zur neugebildeten Gemeinde Burgstall zusammen. |        | |
| Gemeinde Burgstall |        | Gestaltet vom Heraldiker Günther Gembalski, genehmigt durch das Regierungspräsidium Magdeburg am 29. März 1996: „In Silber im Schildfuß eine rote Zinnmauer, dahinter rechts ein roter Zinnenturm, links begleitet von einem am roten Ast hängenden goldenen verzierten roten Jagdhorn.“ |
| Gemeinde Cröchern |        | Genehmigt durch das Regierungspräsidium Magdeburg am 27. Oktober 1994: „In Silber ein roter Schräglinksbalken mit silberner Hirschstange, die Schildflächen damasziert.“ |
| Gemeinde Dolle |        | Genehmigt durch das Regierungspräsidium Magdeburg am 27. Oktober 1994: „In Silber ein schreitender roter Hirsch auf einer gezinnten roten Mauer im Schildfuß.“ |
| Gemeinde Sandbeiendorf |        | Genehmigt durch das Regierungspräsidium Magdeburg am 29. März 1996: „In Blau eine goldene Sense und ein goldener Dreschflegel gekreuzt, begleitet von drei goldenen Sternen (2:1).“ |
| Gemeinde Calvörde Zum 1. Januar 2010 schloss sich der Flecken Calvörde mit den bisherigen Gemeinden Berenbrock (mit Lössewitz und Elsebeck), Dorst, Grauingen, Klüden, Mannhausen, Velsdorf, Wegenstedt, Zobbenitz zur neugebildeten Einheitsgemeinde Calvörde zusammen. |        | |
| Gemeinde Berenbrock |        | Gestaltet vom Magdeburger Kommunalheraldiker Jörg Mantzsch, genehmigt durch das Regierungspräsidium Magdeburg am 4. Februar 2002: „Gespalten von Gold und Rot; vorn drei pfahlweise gestellte grüne Rhomben, hinten eine goldene stilisierte Ranke.“ |
| Flecken Calvörde |        | Genehmigt durch das Regierungspräsidium Magdeburg am 10. Dezember 1993: „Gespalten von Rot und Gold; vorn ein aus dem Spalt hervorschreitender goldener Löwe, hinten drei (1:2) grüne Hopfendolden.“ |
| Gemeinde Dorst |        | Gestaltet vom Magdeburger Kommunalheraldiker Jörg Mantzsch, genehmigt durch das Regierungspräsidium Magdeburg am 7. Oktober 1996: „In Gold ein schreitender roter Hirsch auf grünem Schildfuß vor einer grünen Eiche.“ |
| Gemeinde Grauingen |        | Gestaltet von Jörg Mantzsch, genehmigt durch das Regierungspräsidium Magdeburg am 3. September 1996: „Unter blauem Schildhaupt in Gold eine bewurzelte grüne Eiche mit Eicheln.“ |
| Gemeinde Klüden |        | Gestaltet von Jörg Mantzsch, genehmigt durch das Regierungspräsidium Magdeburg am 17. Juli 1996: „In Grün eine goldene Glocke an einem mit drei goldenen Birnen behangenen und belaubten goldenen Ast.“ |
| Gemeinde Mannhausen |        | Gestaltet von Jörg Mantzsch, genehmigt durch das Regierungspräsidium Magdeburg am 8. Dezember 1997: „In Silber ein schräglinker blauer Wellenbalken, oben und unten begleitet von je einem grünen Eichenzweig mit zwei Blättern und einer aufrechten Eichel.“ |
| Gemeinde Velsdorf |        | Gestaltet von Jörg Mantzsch, genehmigt durch das Regierungspräsidium Magdeburg am 10. Januar 1996: „Gespalten von Silber und Grün; darin ein bewurzelter Baumstumpf in verwechselten Farben mit zwei grünen Eichenblättern.“ |
| Gemeinde Wegenstedt |        | Gestaltet von Jörg Mantzsch, genehmigt durch das Regierungspräsidium Magdeburg am 5. Januar 1996: „In Gold ein auf grünem Schildfuß schreitender schwarzer Hirsch mit roter Bewehrung.“ |
| Gemeinde Zobbenitz |        | Gestaltet von Jörg Mantzsch, genehmigt durch das Regierungspräsidium Magdeburg am 19. Juni 1996: „In Blau ein goldenes schreitendes Pferd mit schwarzer Mähne, Hufen und Schweif auf goldenem Schildgrund.“ |
| Gemeinde Colbitz Zum 1. Juli 1950 wurden die beiden Gemeinden Lindhorst und Colbitz zur neugebildeten Gemeinde Colbitz zusammengeschlossen. Zum 1. Januar 2010 mit dem Beitritt der Gemeinde Colbitz zur neugebildeten Verbandsgemeinde Elbe-Heide entfällt die Ortschaftsverfassung für Lindhorst. |        | |
| Gemeinde Lindhorst |        | Das Wappen beruht auf dem Dienstsiegel der Gemeinde Lindhorst von 1947, gestaltet vom Colbitzer Heraldiker Günt(h)er Gembalski, genehmigt durch das Regierungspräsidium Magdeburg am 28. März 1995: „In Gold eine bewurzelte grüne Linde, eingefaßt von einem grünen Bord.“ |
| Gemeinde Eilsleben Zum 1. Januar 2010 wurde die bis dahin selbständige Gemeinde Wormsdorf nach Eilsleben eingemeindet, zum 1. September 2010 auch die Gemeinden Drackenstedt, Druxberge und Ovelgünne. |        | |
| Gemeinde Drackenstedt |        | Gestaltet von der Magdeburger Heraldikerin Erika Fiedler, genehmigt durch das Regierungspräsidium Magdeburg am 21. Oktober 1996: „In Silber gestürzter linksgewendeter roter Drachen, golden bewehrt.“ |
| Gemeinde Druxberge |        | Gestaltet von der Magdeburger Heraldikerin Erika Fiedler, genehmigt durch das Regierungspräsidium Magdeburg am 14. November 1996: „In Blau am Stiel, nach oben drei runde Früchte, nach unten drei gezackte Blätter, alles golden.“ |
| Gemeinde Ovelgünne |        | Genehmigt durch den Landrat des Landkreises Börde am 29. Juli 2009: „In Blau eine gestürzte silberne Taube mit einem silbernen Ölzweig im Schnabel.“ |
| Gemeinde Wormsdorf |        | Gestaltet von der Magdeburger Heraldikerin Erika Fiedler, genehmigt durch das Regierungspräsidium Magdeburg am 5. Oktober 1993: „Geteilt von Rot über Silber, darin ein Lindwurm in verwechselten Farben.“ |
| Gemeinde Erxleben Zum 31. Dezember 2009 wurde die bisher selbstständige Gemeinde Bregenstedt in die Gemeinde Erxleben eingegliedert, zum 1. Januar 2010 folgten Bartensleben, Hakenstedt (mit dem Ortsteil Groppendorf) und Uhrsleben. |        | |
| Gemeinde Bartensleben |        | Gestaltet von der Magdeburger Heraldikerin Erika Fiedler, genehmigt durch das Regierungspräsidium Magdeburg am 11. September 1996:: „Halbgeteilt und gespalten, vorn oben in Gold ein schwarzer Balken belegt mit zwei silbernen Leisten, vorn unten in Silber ein aufrechter gestümmelter roter Baumast mit einem roten Blatt an jeder Seite, hinten in Grün drei goldene Ähren nebeneinander..“ |
| Gemeinde Bregenstedt |        | Gestaltet von der Magdeburger Heraldikerin Erika Fiedler, genehmigt durch das Regierungspräsidium Magdeburg am 11. September 1996: „Gespalten; vorn in Silber ein roter goldenbewehrter Adler am Spalt, hinten drei grüne Ähren nebeneinander.“ |
| Gemeinde Uhrsleben |        | Gestaltet von dem Magdeburger Heraldiker Ernst Albrecht Fiedler, genehmigt durch das Regierungspräsidium Magdeburg am 30. März 1998: „In Blau ein von zwei sechsstrahligen goldenen Sternen beseiteter goldener Schlüssel mit kleeblattförmigem, durchbrochenem Schließblatt und mit nach links unten gekehrtem Bart, unter dem Schlüsselschaft eine goldene Scheibe.“ |
| Gemeinde Flechtingen Zum 1. Januar 2010 schlossen sich die bis dahin selbstständigen Gemeinden Behnsdorf, Belsdorf, Böddensell und Flechtingen zur neugebildeten Gemeinde Flechtingen zusammen. Diese wurde Mitgliedsgemeinde und Sitz der ebenfalls zum 1. Januar 2010 gegründeten Verbandsgemeinde Flechtingen. |        | |
| Gemeinde Behnsdorf |        | Gestaltet vom Magdeburger Kommunalheraldiker Jörg Mantzsch, genehmigt durch das Regierungspräsidium Magdeburg am 7. März 1996: „Gespalten von Silber und Grün mit einem bewurzelten Lindenbaum in verwechselten Farben.“ |
| Gemeinde Belsdorf |        | Gestaltet vom Magdeburger Kommunalheraldiker Jörg Mantzsch, genehmigt durch das Regierungspräsidium Magdeburg am 13. Juni 1996: „In Silber eine Frau im grünen Kleid mit schwarzen Schuhen, in der Rechten eine schwarze Harke schräglinks über die rechte Schulter tragend.“ |
| Gemeinde Böddensell |        | Gestaltet vom Magdeburger Kommunalheraldiker Jörg Mantzsch, genehmigt durch das Regierungspräsidium Magdeburg am 5. Juni 1996, registriert im Landeshauptarchiv Magdeburg unter der Wappenrollennummer 45/1996: „In Blau ein silberner Wasserturm, begleitet von zwei goldenen Ähren mit Blatt.“ |
| Gemeinde Flechtingen |        | Gestaltet vom Magdeburger Kommunalheraldiker Jörg Mantzsch, genehmigt durch das Regierungspräsidium Magdeburg am 26. Februar 1996: „In Silber eine gezinnte rote Mauer, dahinter wachsend ein gezinnter roter Turm, begleitet von zwei aus der Mauer wachsenden grünen Kastanienbäumen, in der Toröffnung ein blaues Wasser.“ |
| Stadt Gröningen |        | |
| Stadt Großalsleben |        | Wappenführung seit dem 11. Juni 1760, neu gestaltet vom Magdeburger Kommunalheraldiker Jörg Mantzsch, genehmigt durch das Regierungspräsidium Magdeburg am 10. Januar 1995: „In Silber ein blaugekleideter nimbierter Heiliger mit goldenem Schlüssel in der Rechtenund rotem Buch in der Linken; zu seinen Füßen roter Schild mit einem schrägrechts gelegten goldenen Schlüssel.“ Zum 1. Januar 2001 wurde die Stadt Großalsleben nach Gröningen eingemeindet. |
| Gemeinde Krottorf |        | Gestaltet von Jörg Mantzsch, genehmigt durch das Regierungspräsidium Magdeburg am 20. März 1995: „In Blau über einem silbernen Wellenbalken eine silberne dreibögige Brücke, darüber ein silbern-rot gespaltener Schild.“ Zum 1. Januar 2001 wurde die Gemeinde Krottorf nach Gröningen eingemeindet. |
| Stadt Haldensleben |        | |
| Gemeinde Hundisburg |        | Genehmigt durch das Regierungspräsidium Magdeburg am 16. Januar 1992: „In Rot eine silberne Kirchturmruine mit schwarzen Öffnungen.“ Zum 1. Juni 1994 wurde die Gemeinde Hundisburg in die Stadt Haldensleben eingemeindet. |
| Gemeinde Süplingen |        | Gestaltet vom Magdeburger Kommunalheraldiker Jörg Mantzsch, genehmigt durch das Regierungspräsidium Magdeburg am 13. Mai 1996: „Durch Göpelschnitt geteilt; Feld 1: in Silber ein grünes Lindenblatt; Feld 2: in Silber gekreuzt ein schwarzer Hammer und ein Eisen, belegt mit einem Meißel; Feld 3: in Grün eine silberne Pflugschar.“ Zum 1. Januar 2014 wurde die Gemeinde Süplingen in die Stadt Haldensleben eingemeindet. |
| Gemeinde Hohe Börde Zum 1. Januar 2004 schlossen sich die Gemeinden Ackendorf, Bebertal, Eichenbarleben, Groß Santersleben, Hermsdorf, Hohenwarsleben, Irxleben, Niederndodeleben, Nordgermersleben, Ochtmersleben, Schackensleben und Wellen, welche die Verwaltungsgemeinschaft Hohe Börde bildeten, freiwillig zur neugebildeten Einheitsgemeinde Hohe Börde zusammen. Die ebenfalls zur Verwaltungsgemeinschaft gehörenden Gemeinden Bornstedt und Rottmersleben wurden zunächst von der neugebildeten Gemeinde mitverwaltet, bevor sie zum 1. September 2010 nach Hohe Börde eingemeindet wurden. |        | |
| Gemeinde Ackendorf |        | Gestaltet von dem Magdeburger Heraldiker Ernst Albrecht Fiedler, genehmigt durch das Regierungspräsidium Magdeburg am 28. Juni 2000 und registriert im Landesarchiv Sachsen-Anhalt unter der Nr. 28/2000: „In Gold auf grünem Hügel ein linkssehender, stehender, silbern konturierter schwarzer Sperling, rechts überhöht von einem gestielten, steigenden grünen Lindenblatt.“ |
| Gemeinde Bebertal |        | Gestaltet von dem Magdeburger Heraldiker Ernst Albrecht Fiedler, genehmigt durch das Regierungspräsidium Magdeburg am 30. Januar 1996: „Geteilt von Rot und Gold; oben ein goldener Balken begleitet von drei (2:1) silbernen Rosen mit goldenen Butzen und Kelchblättern, unten ein roter Lindenzweig.“ |
| Gemeinde Bornstedt |        | Gestaltet von der Magdeburger Heraldikerin Erika Fiedler, genehmigt durch das Regierungspräsidium Magdeburg am 10. August 1995: „In Blau ein goldener Röhrbrunnen mit Becken.“ |
| Gemeinde Eichenbarleben |        | Genehmigt durch das Regierungspräsidium Magdeburg genehmigt am 8. September 1998: „Gold über Grün durch Wellenschnitt geteilt; oben ein aufrechter grüner Eichenzweig mit einer goldenen Eichel zwischen zwei Blättern, unten ein goldener Pflug.“ |
| Gemeinde Groß Santersleben |        | Genehmigt durch das Regierungspräsidium Magdeburg genehmigt am 12. September 1996: „In Rot ein silberner Pfahl, überdeckt von fünf großen und fünf kleinen fächerartig gebundenen goldenen Pfauenfedern mit blauen Augen.“ |
| Gemeinde Hermsdorf |        | Genehmigt durch das Regierungspräsidium Magdeburg genehmigt am 21. Oktober 1996: „In Gold eine grüne Linde auf einem grünen, mit einem aus dem unteren Schildrand wachsenden goldenen Wagenrad belegten Dreiberg.“ |
| Gemeinde Hohenwarsleben |        | Gestaltet vom Heraldiker Günther Gembalski, genehmigt durch das Regierungspräsidium Magdeburg am 7. Januar 1997: „In Silber ein Benediktinermönch in schwarzer Kutte mit goldenem Nimbus, in der rechten Hand ein goldverziertes rotes Buch, in der linken einen roten Krummstab mit goldener Krümme haltend.“ |
| Gemeinde Irxleben |        | Gestaltet vom Magdeburger Staatsarchivrat Otto Korn, genehmigt durch den Oberpräsidenten der Provinz Sachsen am 11. November 1937: „In Silber ein schwarzer Tisch-Schragen.“ |
| Gemeinde Niederndodeleben |        | Gestaltet vom Magdeburger Staatsarchivrat Otto Korn, genehmigt durch den Oberpräsidenten der Provinz Sachsen am 5. Oktober 1937: „Geteilt von Rot und Silber; unten eine blaue Blüte der Wegwarte oder Zichorie (Cichorium intybus).“ |
| Gemeinde Nordgermersleben |        | Gestaltet von dem Magdeburger Heraldiker Ernst Albrecht Fiedler, genehmigt durch den Landrat des Ohrekreises am 20. Februar 2006: „In Blau ein goldener Wellenbalken, oben zwischen zwei goldenen Ähren eine läutende goldene Glocke, unten ein goldener Natursteinbrunnen mit blauem Wasserspiegel.“ |
| Gemeinde Ochtmersleben |        | Genehmigt durch das Regierungspräsidium Magdeburg am 12. September 1996: „In Silber ein roter Schräglinksbalken, beseitet von je einer blauen Zichorienblüte mit goldenem Butzen.“ |
| Gemeinde Rottmersleben |        | Genehmigt durch das Regierungspräsidium Magdeburg am 2. März 1995: „Gespalten von Gold und Rot, vorn aus dem Spalt wachsend ein grüner Eichenzweig mit drei goldenen Eicheln, hinten zwei gekreuzte silberne Keilhacken.“ |
| Gemeinde Schackensleben |        | Genehmigt durch das Regierungspräsidium Magdeburg genehmigt am 2. Oktober 2003: „In Grün ein goldener Wellenstab, rechts davon ein goldener Fabrikschornstein mit einem unten viereckigen, oben prismatischen Sockel, einem sich nach oben hin verjüngenden prismatischen Schornsteinschaft und einem runden, kapitellartigen, fein gegliederten Schornsteinkopf, links des Wellenstabes pfahlweise zwei gestümmelte goldene Lindenäste, jeder mit zwei beiderseits herabhängenden Blättern.“ |
| Gemeinde Wellen |        | Genehmigt durch das Regierungspräsidium Magdeburg genehmigt am 21. Oktober 1996: „Gespalten von Silber und Blau; vorn eine blaue Socke, hinten -auf den Mittelteil des Feldes konzentriert- sechs silberne Wellenleisten.“ |
| Gemeinde Hötensleben |        | |
| Gemeinde Barneberg |        | Gestaltet von dem Magdeburger Kommunalheraldiker Jörg Mantzsch, genehmigt durch das Regierungspräsidium Magdeburg am 7. November 1996: „In Grün ein gezinnter schwarzgefugter silberner Wachturm mit schwarzer Toröffnung und drei schwarzen Fensterdurchbrüchen auf silbernem gewölbten Schildfuß.“ Zum 1. Januar 2010 wurde die Gemeinde Barneberg nach Hötensleben eingemeindet. |
| Gemeinde Ohrsleben |        | Gestaltet von der Heraldischen Gesellschaft „Schwarzer Löwe“ Leipzig, genehmigt durch das Regierungspräsidium Magdeburg am 16. Mai 1994: „In Blau ein goldener Bär.“ Zum 1. Januar 2005 wurde die Gemeinde Ohrsleben nach Hötensleben eingemeindet. |
| Gemeinde Wackersleben |        | Gestaltet von der Heraldischen Gesellschaft „Schwarzer Löwe“ Leipzig, genehmigt durch das Regierungspräsidium Magdeburg am 16. Mai 1994: „In Silber und Rot gespalten, vorn drei rote Rohrkolben, hinten ein stehender silbernen Fisch.“ Zum 2. Januar 2010 wurde die Gemeinde Wackersleben nach Hötensleben eingemeindet. |
| Gemeinde Ingersleben Zum 1. Januar 2010 schlossen sich die bis dahin selbstständigen Gemeinden Alleringersleben, Eimersleben, Morsleben und Ostingersleben zur neugebildeten Gemeinde Ingersleben zusammen. |        | |
| Gemeinde Morsleben |        | Gestaltet von der Magdeburger Heraldikerin Erika Fiedler, genehmigt durch das Regierungspräsidium Magdeburg am 11. September 1996: „In Grün ein stehender silberner Schütze mit gespanntem goldenen Bogen und aufgelegtem goldenen Pfeil, im umgehängten silbernen Köcher drei goldene Pfeile.“ |
| Gemeinde Loitsche-Heinrichsberg Zum 1. Januar 2010 schlossen sich die bis dahin selbstständigen Gemeinden Loitsche und Heinrichsberg zur neugebildeten Gemeinde Loitsche-Heinrichsberg zusammen. |        | |
| Gemeinde Heinrichsberg |        | Gestaltet vom Heraldiker Günther Gembalski, genehmigt durch das Regierungspräsidium Magdeburg am 17. November 1995: „In Silber über blauem Wasser ein roter Zinnenturm mit offener schwarzer Tor- und Fensteröffnung, aus dem Turm wachsend ein nach links blickender golden bewehrter schwarzer Adler.“ |
| Gemeinde Loitsche |        | Gestaltet von dem Magdeburger Kommunalheraldiker Jörg Mantzsch, genehmigt durch das Regierungspräsidium Magdeburg am 2. November 1999: „Geteilt von Gold über Rot; oben zwei rote Rosen mit golden umkränzten Butzen, unten eine goldene Rose mit rot umkränzten Butzen.“ |
| Gemeinde Niedere Börde Zum 1. Januar 2004 schlossen sich die Gemeinden Dahlenwarsleben, Groß Ammensleben, Gutenswegen, Jersleben, Klein Ammensleben, Meseberg, Samswegen und Vahldorf, welche die Verwaltungsgemeinschaft Niedere Börde bildeten, freiwillig zur neugebildeten Einheitsgemeinde Niedere Börde zusammen. |        | |
| Gemeinde Dahlenwarsleben |        | Gestaltet von Günther Gembalski, genehmigt durch das Regierungspräsidium Magdeburg am 10. Januar 1997: „In Grün ein silbernes Gotteslamm mit ringförmigem goldenen Nimbus und einer zweizipfligen, rot bekreuzten silbernen Fahne am goldenen Kreuzstab.“ |
| Gemeinde Groß Ammensleben |        | Gestaltet vom Magdeburger Kommunalheraldiker Jörg Mantzsch, genehmigt durch das Regierungspräsidium Magdeburg am 24. Juni 1994: „Geteilt von Rot über Silber; oben ein silbernes A (Versalie), unten schräg gekreuzt ein rotes mit der Spitze nach oben gekehrtes Schwert über einem roten mit dem Bart abwärts gekehrten Schlüssel mit rundem Schließblatt.“ |
| Gemeinde Gutenswegen |        | Gestaltet vom Magdeburger Staatsarchivrat Otto Korn, genehmigt durch den Oberpräsidenten der Provinz Sachsen am 19. Februar 1937, bestätigt durch das Regierungspräsidium Magdeburg am 25. März 1996: „In Silber auf grünem bewurzeltem Baumstumpf mit zwei Ästen, die in rote, golden bespitzte und golden besamte Rosen endigen, ein aufhockender schwarzer Rabe.“ |
| Gemeinde Jersleben |        | Genehmigt durch das Regierungspräsidium Magdeburg am 7. Januar 1997: „In Rot ein silbernes Mühlrad mit 16 Zähnen und 4 zwillingsweise rechtwinklig zueinander angeordneten Verstrebungen, auf der Mühlradnabe ein silbernes Mühleisen; im Schildhaupt und im Schildfuß in Silber ein blauer Wellenleistenstab.“ |
| Gemeinde Klein Ammensleben |        | Gestaltet vom Heraldiker Günther Gembalski, genehmigt durch das Regierungspräsidium Magdeburg am 7. Januar 1997: „Geteilt von Gold über Grün; darin in verwechselten Farben oben zwei gebogene, verschränkte Pappelzweige, unten eine aus dem Mund eines Frauenkopfes sprudelnde, sich im Schildfuß ringförmig ausbreitende Quelle.“ |
| Gemeinde Meseberg |        | Gestaltet vom Heraldiker Günther Gembalski, genehmigt durch das Regierungspräsidium Magdeburg am 13. Januar 1997: „In Rot eine schräg liegende silberne Leiter mit fünf Sprossen, beseitet von je einer steigenden silbernen Ähre.“ |
| Gemeinde Samswegen |        | Genehmigt durch das Regierungspräsidium Magdeburg am 13. Januar 1997: „Grün über Rot durch einen silbernen, gewellten Leistenstab geteilt; oben ein silberner Eichenzweig mit drei Blättern und zwei aufrechten gestielten Eicheln, unten zwei silberne, mit den Spitzen nach oben gekreuzte Senseneisen.“ |
| Gemeinde Vahldorf |        | Gestaltet vom Heraldiker Günther Gembalski, genehmigt durch das Regierungspräsidium Magdeburg am 11. Juni 2001: „In Blau drei goldene Glocken (2:1).“ |
| Stadt Oebisfelde-Weferlingen Zum 1. Januar 2010 schlossen sich der Flecken Weferlingen und die bis dahin selbständigen Gemeinden Döhren, Eschenrode, Hödingen, Hörsingen, Schwanefeld, Seggerde, Siestedt und Walbeck aus der Verwaltungsgemeinschaft Flechtingen sowie die Stadt Oebisfelde und die Gemeinden Bösdorf, Eickendorf, Etingen, Kathendorf und Rätzlingen aus der Verwaltungsgemeinschaft Oebisfelde-Calvörde zur neugebildeten Stadt Oebisfelde-Weferlingen zusammen. Zum 1. September 2010 wurde die Gemeinde Everingen nach Oebisfelde-Weferlingen eingemeindet,                       |        | |
| Gemeinde Bösdorf |        | Gestaltet von Erika Fiedler, genehmigt durch das Regierungspräsidium Magdeburg am 27. November 1996: „In Gold auf grünem Hügel ein nach links aufgerichtetes schwarzes Pferd mif goldenen Hufen.“ Die Gemeindefarben sind Schwarz - Gold. |
| Gemeinde Döhren |        | Gestaltet von dem Magdeburger Heraldiker Ernst Albrecht Fiedler, genehmigt durch das Regierungspräsidium Magdeburg am 2. März 2004: „In Rot eine läutende silberne Glocke, umfasst von zwei belaubten silbernen Lindenzweigen, der rechte mit 10, der linke mit 9 Blättern, die Blätter bis auf je eines in den oberen Schildecken sämtlich der Glocke zugewandt.“ |
| Gemeinde Eickendorf |        | Gestaltet vom Magdeburger Kommunalheraldiker Jörg Mantzsch, genehmigt durch den Landrat des Landkreises Börde am 4. Mai 2009: „In Silber eine ausgerissene grüne Eiche mit Eicheln, unterhalb der Krone begleitet von zwei zueinander gegenschrägen, abgewendeten Äxten mit grünen Stielen und schwarzen Klingenblättern.“ |
| Gemeinde Eschenrode |        | Gestaltet vom Magdeburger Kommunalheraldiker Jörg Mantzsch, genehmigt durch den Landrat des Landkreises Börde am 6. Mai 2009: „In Silber auf dem erhöhten Mittelgipfel eines grünen Dreibergs eine rote Kirche mit spitzbedachtem und bekreuztem Turm, drei Fensteröffnungen im Langhaus sowie offener Tür und zwei Fensteröffnungen im Turm; zwischen zwei aus den Außengipfeln des Dreibergs wachsenden, in den Außenrand verschwindenden grünen Ebereschen mit roten Beeren; der Dreiberg belegt mit einer silbernen Glocke.“ |
| Gemeinde Etingen |        | Gestaltet von Erika Fiedler, genehmigt durch das Regierungspräsidium Magdeburg am 18. Juli 1996: „Gespalten von Silber und Grün; darin eine Windmühle auf einem mit einem Wellenbalken belegten Berg, alles in verwechselten Farben.“ |
| Gemeinde Hödingen |        | Gestaltet vom Magdeburger Kommunalheraldiker Jörg Mantzsch, genehmigt durch den Landrat des Landkreises Börde am 27. Oktober 2009: „Gespalten von Gold und Grün; vorn eine rote Kirche vom Kirchenschiff her in Richtung Turm gesehen mit einem geschlossenen zweiflügeligen Eingangsportal im Schiff und zwei Fensteröffnungen oberhalb eines runden Durchbruchs im spitzbedachten Turm, hinten auf goldenem Berg eine silberne Linde.“ |
| Gemeinde Kathendorf |        | Genehmigt durch das Regierungspräsidium Magdeburg am 4. September 1996: „Im silbern bordierten, in Höhe des Schildfußes beidseitig spitz eingekerbten blauen Schild ein aufrecht stehender silberner Löwe mit ausgeschlagener Zunge, in den Vorderpranken ein silbernes Beil haltend.“ |
| Stadt Oebisfelde |        | Gestaltet von Erika Fiedler, genehmigt durch das Regierungspräsidium Magdeburg am 6. April 2000: „In Grün eine halb rechts gewendete hersehende silberne Eule mit schwarzer Haube und schwarzen Flügel, auf der Brust einen silbernen Schild, darin zwei schwarze Rauten balkenweise.“ |
| Stadt Oebisfelde (bis 2000) |        | Siegel aus dem 15. Jahrhundert zeigen die Eule linkshin gewendet und ohne Brustschild. Als Vorlage diente eine Glasmalerei von 1658: „In Silber auf grünem Boden ein natürliches Käuzchen mit um die Brust gehängtem goldenem Schild, darin zwei schwarze Rauten balkenweise.“ |
| Gemeinde Rätzlingen |        | Genehmigt durch das Regierungspräsidium Magdeburg am 1. April 1997: „In Schwarz ein silberner Adler.“ |
| Gemeinde Walbeck |        | Gestaltet von Erika Fiedler, genehmigt durch das Regierungspräsidium Magdeburg am 7. Juli 1997: „In Rot übergewölbten, silbernem Schildfuß, belegt mit einer blauen Wellenleiste, eine silberne Klosterruine mit offenem Torbogen, begleitet von 9 steigenden silbernen Lindenblättern.“ |
| Flecken Weferlingen |        | Gestaltet von Erika Fiedler, genehmigt durch das Regierungspräsidium Magdeburg am 19. Juli 1996: „In Blau eine bewurzelte goldene Eiche mit silbernen Früchten und goldenen Kapseln.“ |
| Stadt Oschersleben (Bode) |        | |
| Gemeinde Ampfurth |        | Gestaltet von Erika Fiedler, genehmigt durch das Regierungspräsidium Magdeburg am 15. Juni 1995: „In Grün ein gezinnter silberner Turm mit kegelförmigen Dach, belegt mit einem silbernen Balken mit fünf grünen Kirschblättern nebeneinander.“ Zum 18. Januar 2003 wurde die Gemeinde Ampfurth in die Stadt Oschersleben (Bode) eingemeindet. |
| Gemeinde Beckendorf-Neindorf |        | Genehmigt durch das Regierungspräsidium Magdeburg genehmigt am 24. März 1998: „In Silber über grünem Schildfuß zwischen zwei steigenden grünen Ähren mit kurzen schwarzen Grannen ein leicht nach rechts steigendes grünes Eichenblatt mit grüner Frucht rechts am Stiel.“ Zum 1. März 2002 wurde die Gemeinde Beckendorf-Neindorf in die Stadt Oschersleben (Bode) eingemeindet. |
| Gemeinde Groß Germersleben |        | Gestaltet vom Magdeburger Staatsarchivrat Otto Korn, genehmigt durch den Oberpräsidenten der Provinz Sachsen am 16. März 1938, bestätigt durch das Innenministerium am 10. Oktober 1991: „Im Blau ein goldener Spangenhelm mit schwarz-silbernen Helmdecke; auf ihm als Helmzier ein sitzender silberner rotbewehrter Windhund mit rotem Halsband, an dem ein goldener Ring befestigt ist.“ Zum 1. Januar 2003 wurde die Gemeinde Groß Germersleben in die Stadt Oschersleben (Bode) eingemeindet. |
| Stadt Hadmersleben |        | Genehmigt durch das Regierungspräsidium Magdeburg am 24. Januar 1996: „Geteilt von Rot und Silber, unten ein aufgerichteter schwarzer Doppelhaken.“ Zum 1. September 2010 wurde die Stadt Hadmersleben in die Stadt Oschersleben (Bode) eingemeindet. |
| Gemeinde Hordorf |        | Genehmigt durch das Regierungspräsidium Magdeburg am 19. Januar 1998: „In Silber auf vierfach gewölbtem grünen Schildfuß vier schwarze Schilfkolben mit grünen Stengeln und je zwei paarweise angeordneten grünen Blättern.“ Zum 1. Januar 1999 wurde die Gemeinde Hordorf in die Stadt Oschersleben (Bode) eingemeindet. |
| Gemeinde Kleinalsleben |        | Genehmigt durch das Regierungspräsidium Magdeburg am 29. März 1999: „In Gold eine blau gekleidete schwarzhaarige Frau mit silberner Schürze, blauer Kopfbedeckung und schwarzen Schuhen, in der rechten Hand einen mit dem Bart nach oben rechts gekehrten schwarzen Schlüssel mit ovalem Schließblatt, in der linken ein blaues Weberschiffchen haltend.“ Zum 1. Januar 2003 wurde die Gemeinde Kleinalsleben in die Stadt Oschersleben (Bode) eingemeindet. |
| Gemeinde Klein Oschersleben |        | Genehmigt durch das Regierungspräsidium Magdeburg am 10. Januar 1996: „In Grün eine goldene Odalsrune über einem silbernen Wellenbalken.“ Zum 1. Januar 2003 wurde die Gemeinde Klein Oschersleben in die Stadt Oschersleben (Bode) eingemeindet. |
| Stadt Oschersleben (bis 1995) |        | Das Wappenbild geht auf ein Stadtsiegel von 1602 zurück: „Gespalten von Rot und Silber, vorn zwei schräg gekreuzte silberne Schlüssel mit dem Bart nach oben und außen; hinten auf grünem Dreiberg wachsend drei grüne Schilfstengel mit schwarzen Kolben.“ |
| Gemeinde Peseckendorf |        | Genehmigt durch das Regierungspräsidium Magdeburg am 10. Januar 1996: „In Silber eine steigende rote Spitze, belegt mit einem schwarz gefugten, spitzbedachten silbernen Turm mit je einer Tor- und Fensteröffnung; oben begleitet von zwei steigenden roten Ahornblättern.“ Zum 1. Januar 2003 wurde die Gemeinde Kleinalsleben in die Stadt Oschersleben (Bode) eingemeindet. |
| Gemeinde Schermcke |        | Gestaltet vom Magdeburger Kommunalheraldiker Jörg Mantzsch, genehmigt durch das Regierungspräsidium Magdeburg am 21. August 1995: „In Blau eine goldene Bockswindmühle auf goldenem gewölbten Schildfuß.“ Zum 1. Juli 2009 wurde die Gemeinde Schermcke in die Stadt Oschersleben (Bode) eingemeindet. |
| Gemeinde Sommersdorf Zum 1. Januar 2010 wurde die bis dahin selbständige Gemeinde Marienborn nach Sommersdorf eingemeindet |        | |
| Gemeinde Marienborn |        | Genehmigt durch den Landrat des Bördekreises am 20. April 2006: „In Grün, aus einem gemauerten goldenen Brunnen mit blauer Fontäne wachsend, die goldenbekrönte Gottesmutter mit goldenem Gewand und fleischfarbenem Gesicht und Händen, auf ihrem rechten Arm das golden nimbierte, fleischfarbene Jesuskind mit goldenem Reichsapfel in seiner Rechten, ihre linke Hand segnend über die Fontäne ausgestreckt.“ |
| Gemeinde Sülzetal Zum 1. April 2001 schlossen sich aus der Verwaltungsgemeinschaft Sülzetal die Gemeinden Altenweddingen, Bahrendorf, Dodendorf, Langenweddingen, Osterweddingen, Schwaneberg und Sülldorf zur neugebildeten Gemeinde Sülzetal zusammen. |        | |
| Gemeinde Altenweddingen |        | Gestaltet von dem Heraldiker Willy Kluge aus Osterweddingen, genehmigt durch den Oberpräsidenten der Provinz Sachsen am 22. März 1938: „In Blau ein goldener Apfelbaum mit drei roten Äpfeln.“ |
| Gemeinde Bahrendorf |        | Das Wappenbild ist aus den Siegeln und Familienwappen der Magdeburger Bürgerfamilien Harkstroh und Griper hergeleitet, die in Bahrendorf seit dem 14. Jahrhundert mit Gütern belehnt waren. Eine erste Fassung ist aus dem Jahre 1449 bekannt: „In rotem Schild eine nach rechts geneigte, geflügelte Barte in Silber.“ |
| Gemeinde Dodendorf |        | Gestaltet von dem Heraldiker Willy Kluge aus Osterweddingen, genehmigt durch den Oberpräsidenten der Provinz Sachsen am 19. August 1938: „Im schwarzen Felde eine Hand, die eine brennende silberne Fackel vorwärtsträgt.“ |
| Gemeinde Langenweddingen |        | Gestaltet von dem Heraldiker Willy Kluge aus Osterweddingen, genehmigt durch den Oberpräsidenten der Provinz Sachsen am 29. Juli 1938: „In Rot unter zwei silbernen sechsstrahligen Sternen eine silberne Zinnenmauer, auf der Torstelle belegt mit einem roten sechsstrahligen Stern.“ |
| Gemeinde Osterweddingen |        | Gestaltet von dem Heraldiker Willy Kluge aus Osterweddingen, genehmigt durch den Oberpräsidenten der Provinz Sachsen am 22. November 1937: „In Rot ein schrägrechts gelegter geflügelter silberner Pfeil.“ |
| Gemeinde Schwaneberg |        | Gestaltet vom Magdeburger Staatsarchivrat Otto Korn, genehmigt durch den Oberpräsidenten der Provinz Sachsen am 27. November 1937: „In Rot auf grünem Dreiberg ein schwarz bewehrter silberner Schwan.“ |
| Gemeinde Stemmern |        | Gestaltet von dem Heraldiker Willy Kluge aus Osterweddingen, genehmigt 1938: „Geteilt von Rot und Silber; ein nach rechts aufstehender Hund in verwechselten Farben, mit goldenem Halsband und goldener Bewehrung.“ Zum 20. Juli 1950 wurde Stemmern in die benachbarte Gemeinde Bahrendorf eingemeindet. |
| Gemeinde Sülldorf |        | Genehmigt durch das Regierungspräsidium Magdeburg am 3. September 1996: „Geteilt Rot über Silber; oben zwei schräggekreuzte gerundete silberne Doppelhaken, unten am grünen dreiblättrigen Blütenstengel drei blaue Salzasternblüten mit goldenen Samenkapseln, der Blütenstengel belegt mit einer blauen Wellenleiste.“ |
| Stadt Wanzleben-Börde Zum 1. Januar 2010 schlossen sich neun der zehn Gemeinden der Verwaltungsgemeinschaft „Börde“ Wanzleben, Bottmersdorf, Domersleben, Dreileben, Eggenstedt, Groß Rodensleben, Hohendodeleben, Klein Rodensleben, Remkersleben, Schleibnitz, Stadt Seehausen und Stadt Wanzleben, zur neugebildeten Stadt Wanzleben-Börde. Die zehnte Gemeinde der Verbandsgemeinde, Zuckerdorf Klein Wanzleben, wurde zum 1. September 2010 nach Wanzleben-Börde eingemeindet. |        | |
| Gemeinde Bottmersdorf |        | Gestaltet vom Berliner Heraldiker Carl Busch, genehmigt durch den Oberpräsidenten der Provinz Sachsen am 29. Juli 1935: „In Rot ein silbernes Andreaskreuz, belegt mit einer goldenen Ähre.“ |
| Gemeinde Domersleben |        | Gestaltet vom Magdeburger Kommunalheraldiker Jörg Mantzsch, genehmigt durch das Regierungspräsidium Magdeburg am 30. Juni 1997: „In Silber eine rote Kirche mit spitzbedachtem Turm und rechts daneben ein roter spitzbedachter Turm, beide mit schwarzen Rundbogenfensteröffnungen, im roten Schildfuß ein silberner Fisch.“ |
| Gemeinde Dreileben |        | Gestaltet von der Magdeburger Heraldikerin Erika Fiedler, genehmigt durch das Regierungspräsidium Magdeburg am 15. Juni 1995: „In Gold drei (1:2) rote Herzen.“ |
| Gemeinde Eggenstedt |        | Genehmigt durch das Regierungspräsidium Magdeburg am 10. Februar 1999: „In Grün ein aufgerichteter, rot gezungter und bewehrter goldener Wolf mit untergeschlagener Rute.“ |
| Gemeinde Groß Rodensleben |        | Gestaltet vom Magdeburger Kommunalheraldiker Jörg Mantzsch, genehmigt durch das Regierungspräsidium Magdeburg am 15. September 1995: „In Gold zwei zueinander gewendete rote silbern bewehrte Löwen, in ihren Pranken ein rotes Herz haltend, aus dem drei grünbestengelte rote Rosen gold besamt mit grünen Blattspitzen emporsprießen.“ |
| Gemeinde Hohendodeleben |        | Gestaltet vom Grafiker Günter Wollschläger aus Langenweddingen, genehmigt durch das Regierungspräsidium Magdeburg am 16. Oktober 1995: „In Rot ein silberner Schlüssel, Bart links und unten, belegt mit einem schwarzen Balken mit silberner Leiste und sechsmal gespaltener silberner Mauer mit vier Toröffnungen.“ |
| Gemeinde Klein Rodensleben |        | Gestaltet vom Magdeburger Kommunalheraldiker Jörg Mantzsch, genehmigt durch das Regierungspräsidium Magdeburg am 15. September 1995: „In Gold auf grünem Dreiberg eine rote Rose am grünen Stengel mit grünen Kelchblättern und goldenem Butzen.“ |
| Gemeinde Klein Wanzleben |        | Gestaltet von der Magdeburger Heraldikerin Erika Fiedler, genehmigt durch das Regierungspräsidium Magdeburg am 28. Juni 1995: „In Blau eine silberne Zuckerrübe mit silbernen Blättern.“ |
| Gemeinde Remkersleben |        | Genehmigt durch das Regierungspräsidium Magdeburg am 4. Dezember 1998: „In Blau über erhöhtem silbernen Schildfuß mit sechsstrahligem blauen Stern eine silberne Waage.“ Zum 1. Juli 2002 wurde die Gemeinde Remkersleben nach Klein Wanzleben eingemeindet. |
| Gemeinde Schleibnitz |        | Gestaltet von dem Heraldiker Willy Kluge aus Osterweddingen, genehmigt durch den Oberpräsidenten der Provinz Sachsen am 25. November 1938: „In Silber eine rote gespannte Armbrust mit goldener Sehne.“ Zum 20. Juli 1950 wurde Schleibnitz nach Wanzleben eingemeindet |
| Stadt Seehausen |        | Gestaltet von der Magdeburger Heraldikerin Erika Fiedler, genehmigt durch das Regierungspräsidium Magdeburg am 15. Juni 1995: „In Gold der heilige Mauritius in blauer Rüstung, in der Rechten ein silbernes Schwert mit goldenem Knauf mit der Klinge nach oben haltend, die Linke auf einen blauen Schild gestützt, darin eine goldene Seerose mit zwei goldenen Blättern.“ |
| Stadt Seehausen (bis 1995) |        | Das Wappen ist dem Ratssiegel aus dem 18. Jahrhundert entnommen: „In Gold ein stehender Ritter in stahlfarbener Rüstung, in der Rechten ein erhobenes Schwert, zu seinen Füßen ein Silberschild, darin ein Seerosenstengel mit roter Blüte und zwei grünen Blättern.“ |
| Stadt Wanzleben |        | Gestaltet vom Magdeburger Kommunalheraldiker Jörg Mantzsch, genehmigt durch das Regierungspräsidium Magdeburg am 14. Mai 1992: „In Silber eine rote silberbefugte Burg mit einem breiteren mittleren und zwei schmaleren seitlichen spitzbedachten und kugelbekrönten Türmen, der mittlere Turm mit zwei Rundbogenöffnungen im oberen Stockwerk und offenem Tor, darin schwebend der in Rot über Silber geteilte Schild des Erzstifts Magdeburg, die seitlicheren Türme mit je einer Rundbogenöffnung im Ober- und Untergeschoss.“ |
| Stadt Wanzleben (bis 1992) |        | Das Wappenbild erscheint erstmals auf Stadtsiegeln von 1456 und wird durch die Jahrhunderte nahezu unverändert geführt: „In Silber eine rote Burg mit drei spitzbedachten Türmen, im offenen kleeblattbogigen Tor schwebend darin rot-silbern geteilter Schild.“ |
| Gemeinde Westheide Zum 1. Januar 2010 schlossen sich die Gemeinden Born, Hillersleben und Neuenhofe zur neugebildeten Gemeinde Westheide zusammen. Der nördliche Teil mit Born und der südliche Teil mit Hillersleben und Neuenhofe wurden erst durch einen Gebietstausch mit den Gemeinden Burgstall und Colbitz miteinander verbunden. |        | |
| Gemeinde Born |        | Genehmigt durch das Regierungspräsidium Magdeburg am 27. Oktober 1994: „In Silber auf grünem Schildfuß ein roter Brunnenring mit schwarzem Galgen.“ |
| Gemeinde Hillersleben |        | Genehmigt durch das Regierungspräsidium Magdeburg am 27. Oktober 1994: „Gespalten von Rot und Silber; rechts zwei silberne Kirchtürme mit beknauften Spitzdächern, links fünf rote natürliche Lilien am grünen, sechsblättrigen Stiel, aus grünem Herz wachsend.“ |
| Gemeinde Neuenhofe |        | Genehmigt durch das Regierungspräsidium Magdeburg am 27. Oktober 1994: „In Blau ein silbernes Gotteslamm mit ringförmigem Nimbus, am goldenen Kreuzstab eine silberne Fahne mit rotem Kreuz; der Bord Silber mit acht blauen vierblättrigen Blüten mit goldenen Samen.“ |
| Stadt Wolmirstedt |        | |
| Gemeinde Farsleben |        | Gestaltet von Jörg Mantzsch, genehmigt durch das Regierungspräsidium Magdeburg am 28. Oktober 1999: „In Silber zwischen zwei roten Schanzkörben, auf grünem mit einem silbernen Seeblatt belegten Dreiberg ein grün gekleideter Soldat des Dreißigjährigen Krieges mit breitem silbernen Kragen, goldener Schärpe, grünem Federhut, roten Stulpenhandschuhen und schwarzen Kanonenstiefeln mit goldenen Sporenspangen, die linke Hand in die Seite gestemmt, in der rechten Hand eine Partisane mit schwarzer Stange, goldener Spitze und goldenem Eisen haltend.“ Zum 1. Januar 2009 wurde die Gemeinde Farsleben nach Wolmirstedt eingemeindet. |
| Gemeinde Farsleben (1938–1999) |        | Gestaltet vom Magdeburger Staatsarchivrat Otto Korn, genehmigt durch den Oberpräsidenten der Provinz Sachsen am 6. September 1938: „In Gold auf grünem Boden zwischen zwei roten Schanzkörben ein Soldat in der Tracht des dreißigjährigen Krieges in blauer Uniform, mit roter Schärpe, silbernen Halskragen, silbernem Hut mit roter und blauer Straußenfeder, goldenen Kanonenstiefeln und goldenem Lederzeug, silbernen Stulphandschuhen, in der Rechten eine Partisane haltend, die Linke in die Seite gestemmt.“ |
| Gemeinde Glindenberg |        | Genehmigt durch das Regierungspräsidium Magdeburg am 29. Oktober 1999: „In Gold eine blaue Schräglinkswellenleiste, überdeckt durch eine blaue Schrägrechtsleiste, beide belegt mit je zwei silbernen Wellenfäden. Im blauen Schildfuß ein goldener, schwarz konturierter Kahn.“ Zum 1. Juli 2009 wurde die Gemeinde Glindenberg nach Wolmirstedt eingemeindet. |

## Historische Wappen
| Stadt oder Gemeinde           | Wappen | Kommentare |
| ----------------------------- | ------ | --- |
| Gemeinde Barleben (1937–1993) |        | Gestaltet vom Magdeburger Staatsarchivrat Otto Korn (1898–1955), genehmigt durch den Oberpräsidenten der Provinz Sachsen am 5. Oktober 1937: „In Rot über silberner Zinnenmauer ein schräggestelltes silbernes Beil (Barte) mit goldenem Stiel.“                                  |
| Gemeinde Zielitz (1937–1999)  |        | Gestaltet von dem Magdeburger Staatsarchivrat Otto Korn, verliehen durch den Oberpräsidenten der Provinz Sachsen am 29. Juli 1937: „In Rot ein silbernes Richtrad, dessen Felge oben ausgebrochen ist, überlegt mit einem silbernen Schwert mit goldenem Griff und Parierstange.“ |